# Przełęcz pod Osterwą
Przełęcz pod Osterwą (słow. Sedlo pod Ostrvou, Sedlo Ostrvy, niem. Osterva-Sattel, węg. Oszterva-nyereg) – przełęcz w słowackich Tatrach Wysokich na wysokości 1966 m lub 1959 m n.p.m., pomiędzy Osterwą (Ostrva, 1980 m) na południowym zachodzie a Tępą (Tupá, 2284 m) na północnym wschodzie.
Jest to szeroka przełęcz pokryta trawą położona tuż poniżej wierzchołka Osterwy, będąca dobrym punktem widokowym oraz najlepszym połączeniem Doliny Mięguszowieckiej z Doliną Wielkiej Huczawy i Doliną Batyżowiecką.
Przez przełęcz prowadzi szlak Magistrali Tatrzańskiej (Tatranská magistrála) łączący schronisko nad Popradzkim Stawem z Batyżowieckim Stawem i hotelem górskim „Śląski Dom”.
Trasa przez przełęcz była znana od dawna myśliwym i turystom. Zimą jako pierwszy wszedł na Przełęcz pod Osterwą Theodor Wundt 24 grudnia 1891 r.

## Szlaki turystyczne
– znakowana czerwono Magistrala Tatrzańska przebiegająca znad Popradzkiego Stawu przez Przełęcz pod Osterwą i Dolinę Stwolską do Batyżowieckiego Stawu.
- Czas przejścia znad Popradzkiego Stawu na przełęcz: 1:35 h, ↓ 50 min
- Czas przejścia z przełęczy do Batyżowieckiego Stawu: 1:40 h w obie strony